# Curaçaos voetbalelftal (vrouwen)
Het Curaçaos vrouwenvoetbalelftal is een voetbalteam dat Curaçao vertegenwoordigt in internationale wedstrijden, zoals het Noord-Amerikaans kampioenschap.
Het elftal van Curaçao ontstond nadat de Nederlandse Antillen in 2010 werden opgesplitst. De ploeg wordt dan ook gezien als opvolger van het Nederlands-Antilliaans voetbalelftal. Het land speelde zijn eerste wedstrijd in 2018. Tegen Guadeloupe werd met 2-3 gewonnen. Het heeft zich nog nooit gekwalificeerd voor een internationaal kampioenschap.

## Prestaties op eindronden

### Wereldkampioenschap
| Jaar   | Resultaat                        | Wed                              | W                                | G                                | V                                | DV                               | DT                               |
| ------ | -------------------------------- | -------------------------------- | -------------------------------- | -------------------------------- | -------------------------------- | -------------------------------- | -------------------------------- |
| 1991   | Speelde als Nederlandse Antillen | Speelde als Nederlandse Antillen | Speelde als Nederlandse Antillen | Speelde als Nederlandse Antillen | Speelde als Nederlandse Antillen | Speelde als Nederlandse Antillen | Speelde als Nederlandse Antillen |
| 1995   | Speelde als Nederlandse Antillen | Speelde als Nederlandse Antillen | Speelde als Nederlandse Antillen | Speelde als Nederlandse Antillen | Speelde als Nederlandse Antillen | Speelde als Nederlandse Antillen | Speelde als Nederlandse Antillen |
| 1999   | Speelde als Nederlandse Antillen | Speelde als Nederlandse Antillen | Speelde als Nederlandse Antillen | Speelde als Nederlandse Antillen | Speelde als Nederlandse Antillen | Speelde als Nederlandse Antillen | Speelde als Nederlandse Antillen |
| 2003   | Speelde als Nederlandse Antillen | Speelde als Nederlandse Antillen | Speelde als Nederlandse Antillen | Speelde als Nederlandse Antillen | Speelde als Nederlandse Antillen | Speelde als Nederlandse Antillen | Speelde als Nederlandse Antillen |
| 2007   | Speelde als Nederlandse Antillen | Speelde als Nederlandse Antillen | Speelde als Nederlandse Antillen | Speelde als Nederlandse Antillen | Speelde als Nederlandse Antillen | Speelde als Nederlandse Antillen | Speelde als Nederlandse Antillen |
| 2011   | Speelde als Nederlandse Antillen | Speelde als Nederlandse Antillen | Speelde als Nederlandse Antillen | Speelde als Nederlandse Antillen | Speelde als Nederlandse Antillen | Speelde als Nederlandse Antillen | Speelde als Nederlandse Antillen |
| 2015   | Niet deelgenomen                 | Niet deelgenomen                 | Niet deelgenomen                 | Niet deelgenomen                 | Niet deelgenomen                 | Niet deelgenomen                 | Niet deelgenomen                 |
| 2019   | Niet gekwalificeerd              | Niet gekwalificeerd              | Niet gekwalificeerd              | Niet gekwalificeerd              | Niet gekwalificeerd              | Niet gekwalificeerd              | Niet gekwalificeerd              |
| 2023   | Niet gekwalificeerd              | Niet gekwalificeerd              | Niet gekwalificeerd              | Niet gekwalificeerd              | Niet gekwalificeerd              | Niet gekwalificeerd              | Niet gekwalificeerd              |
| Totaal | 0/9                              | 0                                | 0                                | 0                                | 0                                | 0                                | 0                                |

### Olympische Spelen
| Jaar   | Resultaat                        | Wed                              | W                                | G                                | V                                | DV                               | DT                               |
| ------ | -------------------------------- | -------------------------------- | -------------------------------- | -------------------------------- | -------------------------------- | -------------------------------- | -------------------------------- |
| 1996   | Speelde als Nederlandse Antillen | Speelde als Nederlandse Antillen | Speelde als Nederlandse Antillen | Speelde als Nederlandse Antillen | Speelde als Nederlandse Antillen | Speelde als Nederlandse Antillen | Speelde als Nederlandse Antillen |
| 2000   | Speelde als Nederlandse Antillen | Speelde als Nederlandse Antillen | Speelde als Nederlandse Antillen | Speelde als Nederlandse Antillen | Speelde als Nederlandse Antillen | Speelde als Nederlandse Antillen | Speelde als Nederlandse Antillen |
| 2004   | Speelde als Nederlandse Antillen | Speelde als Nederlandse Antillen | Speelde als Nederlandse Antillen | Speelde als Nederlandse Antillen | Speelde als Nederlandse Antillen | Speelde als Nederlandse Antillen | Speelde als Nederlandse Antillen |
| 2008   | Speelde als Nederlandse Antillen | Speelde als Nederlandse Antillen | Speelde als Nederlandse Antillen | Speelde als Nederlandse Antillen | Speelde als Nederlandse Antillen | Speelde als Nederlandse Antillen | Speelde als Nederlandse Antillen |
| 2012   | Niet deelgenomen                 | Niet deelgenomen                 | Niet deelgenomen                 | Niet deelgenomen                 | Niet deelgenomen                 | Niet deelgenomen                 | Niet deelgenomen                 |
| 2016   | Niet deelgenomen                 | Niet deelgenomen                 | Niet deelgenomen                 | Niet deelgenomen                 | Niet deelgenomen                 | Niet deelgenomen                 | Niet deelgenomen                 |
| 2020   | Niet deelgenomen                 | Niet deelgenomen                 | Niet deelgenomen                 | Niet deelgenomen                 | Niet deelgenomen                 | Niet deelgenomen                 | Niet deelgenomen                 |
| 2024   | Nog te bepalen                   | Nog te bepalen                   | Nog te bepalen                   | Nog te bepalen                   | Nog te bepalen                   | Nog te bepalen                   | Nog te bepalen                   |
| Totaal | 0/8                              | 0                                | 0                                | 0                                | 0                                | 0                                | 0                                |

### Noord-Amerikaans kampioenschap
| Jaar   | Resultaat                        | Wed                              | W                                | G                                | V                                | DV                               | DT                               |
| ------ | -------------------------------- | -------------------------------- | -------------------------------- | -------------------------------- | -------------------------------- | -------------------------------- | -------------------------------- |
| 1991   | Speelde als Nederlandse Antillen | Speelde als Nederlandse Antillen | Speelde als Nederlandse Antillen | Speelde als Nederlandse Antillen | Speelde als Nederlandse Antillen | Speelde als Nederlandse Antillen | Speelde als Nederlandse Antillen |
| 1993   | Speelde als Nederlandse Antillen | Speelde als Nederlandse Antillen | Speelde als Nederlandse Antillen | Speelde als Nederlandse Antillen | Speelde als Nederlandse Antillen | Speelde als Nederlandse Antillen | Speelde als Nederlandse Antillen |
| 1994   | Speelde als Nederlandse Antillen | Speelde als Nederlandse Antillen | Speelde als Nederlandse Antillen | Speelde als Nederlandse Antillen | Speelde als Nederlandse Antillen | Speelde als Nederlandse Antillen | Speelde als Nederlandse Antillen |
| 1998   | Speelde als Nederlandse Antillen | Speelde als Nederlandse Antillen | Speelde als Nederlandse Antillen | Speelde als Nederlandse Antillen | Speelde als Nederlandse Antillen | Speelde als Nederlandse Antillen | Speelde als Nederlandse Antillen |
| 2000   | Speelde als Nederlandse Antillen | Speelde als Nederlandse Antillen | Speelde als Nederlandse Antillen | Speelde als Nederlandse Antillen | Speelde als Nederlandse Antillen | Speelde als Nederlandse Antillen | Speelde als Nederlandse Antillen |
| 2002   | Speelde als Nederlandse Antillen | Speelde als Nederlandse Antillen | Speelde als Nederlandse Antillen | Speelde als Nederlandse Antillen | Speelde als Nederlandse Antillen | Speelde als Nederlandse Antillen | Speelde als Nederlandse Antillen |
| 2006   | Speelde als Nederlandse Antillen | Speelde als Nederlandse Antillen | Speelde als Nederlandse Antillen | Speelde als Nederlandse Antillen | Speelde als Nederlandse Antillen | Speelde als Nederlandse Antillen | Speelde als Nederlandse Antillen |
| 2010   | Speelde als Nederlandse Antillen | Speelde als Nederlandse Antillen | Speelde als Nederlandse Antillen | Speelde als Nederlandse Antillen | Speelde als Nederlandse Antillen | Speelde als Nederlandse Antillen | Speelde als Nederlandse Antillen |
| 2014   | Niet deelgenomen                 | Niet deelgenomen                 | Niet deelgenomen                 | Niet deelgenomen                 | Niet deelgenomen                 | Niet deelgenomen                 | Niet deelgenomen                 |
| 2018   | Niet gekwalificeerd              | Niet gekwalificeerd              | Niet gekwalificeerd              | Niet gekwalificeerd              | Niet gekwalificeerd              | Niet gekwalificeerd              | Niet gekwalificeerd              |
| 2022   | Niet gekwalificeerd              | Niet gekwalificeerd              | Niet gekwalificeerd              | Niet gekwalificeerd              | Niet gekwalificeerd              | Niet gekwalificeerd              | Niet gekwalificeerd              |
| Totaal | 0/11                             | 0                                | 0                                | 0                                | 0                                | 0                                | 0                                |

## FIFA-wereldranglijst
Betreft klassering aan het einde van het jaar
| 2018 | 2019 | 2021 | 2022 |
| ---- | ---- | ---- | ---- |
| 148  | 156  | 169  | 178  |

## Selecties

### Huidige selectie
Deze spelers werden geselecteerd voor twee kwalificatiewedstrijden voor de CONCACAF Gold Cup vrouwen 2022 in april 2022.
| Onbekend               |                       |                            |
|                        | Ashanti Alexandre     | SV VESTA                   |
|                        | Queen-Jelly Alexandre | SV VESTA                   |
|                        | Kaaisha Constansia    | Excellence School          |
|                        | Deyanisha Dorcas      | SV Hubentut Fortuna        |
|                        | Nuhely Emerenciana    | SV VESTA                   |
|                        | Taïsha Hansen         | SV VESTA                   |
|                        | Shareykisha Justiana  | FC Eindhoven               |
|                        | Jully Lake            | SV VESTA                   |
|                        | Kadisha Martina       | Brewton–Parker College     |
|                        | Fresheny Michiel      | SV VESTA                   |
|                        | Aukje Moerdijk        | CVV Willemstad             |
|                        | Sterre Noordhoek      | CVV Willemstad             |
|                        | Rushaviana Petronilia | CRKSV Jong Holland         |
|                        | Anaïse Piar           | SV VESTA                   |
|                        | Ignarda Pieternella   | SV Hubentut Fortuna        |
|                        | Diante Scheepers      | Gannon University          |
|                        | Thiheyna Susana       | Union Deportivo Banda Abou |
|                        | Julainy Thielman      | Wishi Marchena             |
|                        | Riesmarly Tokaay      | SV Hubentut Fortuna        |
| Bondscoach: Ana Vargas |                       |                            |